# Akwasi (voornaam)
Akwasi, ook wel Aquasi, Kwasi of Kwesi is een mannelijke Akan-voornaam. Akan zijn bewoners van Ghana en Ivoorkust. De naam wordt gegeven aan een jongen die op zondag geboren is. De betekenis is zondagskind.

## Dragers van deze voornaam
- Akwasi Asante (1992), Nederlands-Ghanees voetballer
- Aquasi Boachi (1827–1904), prins van Ashanti
- Akwasi Frimpong (1986), Nederlands-Ghanees sporter
- Akwasi Owusu Ansah (1988), Nederlands rapper (artiestennaam Akwasi), acteur en schrijver